# Вагенлейтнер, Владимир Альбертович
Влади́мир Альбе́ртович Вагенле́йтнер (род. 11 января 1961, Нижний Тагил, Свердловская область, РСФСР, СССР) — министр по физической культуре, спорту и туризму Свердловской области, член правительства Свердловской области.

## Биография
Мастер спорта по тхэквондо, двукратный чемпион России, призёр чемпионатов СССР и РСФСР. Заслуженный тренер России по тхэквондо ITF (28 декабря 1995), 5-й дан.
Родился в семье инженера-металлурга.
В 1978 г. окончил Нижнетагильский государственный педагогический институт по специальности «история, обществоведение и английский язык».
С 1983 по 1987 год по распределению работал учителем средней школы в Каменском районе.
В 1988—1990 годах — директор Каменского городского киновидеообъединения.
С 1990 по 1998 год — главный тренер молодёжной сборной России по тхэквондо, директор Каменской районной школы высшего спортивного мастерства.
В 1998—2000 годы — депутат Областной Думы Законодательного собрания Свердловской области, член комитета по социальной политике.
С 1 января 2000 по 21 декабря 2009 года — министр физической культуры, спорта и туризма Свердловской области.
Женат, имеет двоих детей.